# College Board

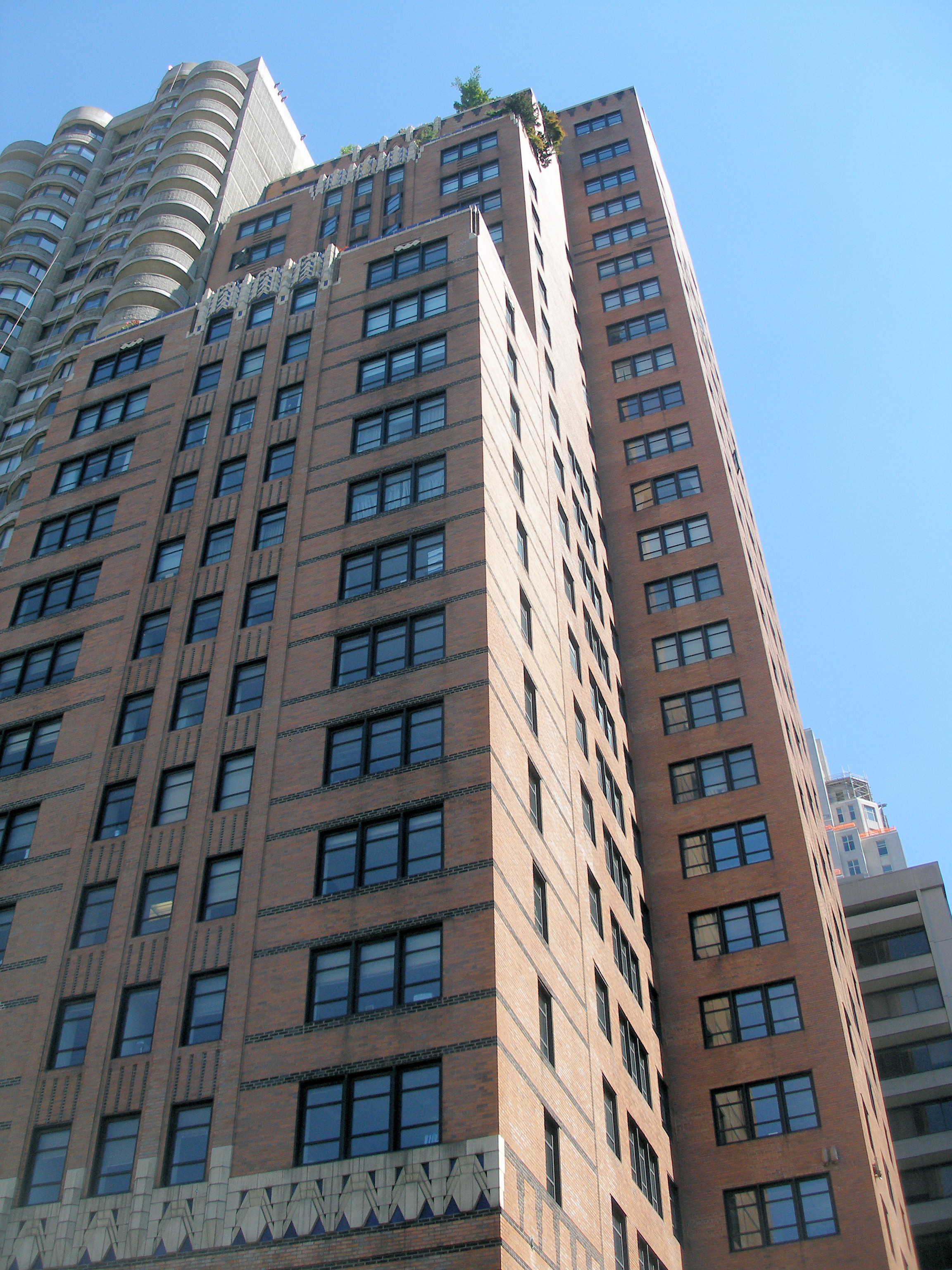
Prédio da sede da College Board em Nova Iorque

A College Board é uma associação sem fins lucrativos localizada nos Estados Unidos que foi formada em 1900 como o College Entrance Examination Board (CEEB). É composto por mais de 5 700 escolas, universidades e outras organizações educacionais. Ela vende testes de admissão usado pelas universidades com a finalidade de medir a habilidade de um estudante. A College Board tem sua sede em Manhattan, Nova Iorque e Gaston Caperton, ex-governador de Virgínia Ocidental, é o presidente da College Board desde 1999.

## História
O College Entrance Examination Board (CEEB) foi fundado na Universidade de Columbia em 22 de dezembro de 1899, por representantes de 12 universidades e três academias preparatórias do ensino médio. Estes foram:
- Universidade Columbia
- Universidade Colgate
- Universidade da Pensilvânia
- Universidade de Nova York
- Barnard College
- Union College
- Rutgers University
- Vassar College
- Bryn Mawr College
- Colégio Feminino de Baltimore (agora Goucher College)
- Universidade de Princeton
- Universidade de Cornell
- Academia de Newark
- Mixed High School, Nova York
- Collegiate Institute, Nova York[3]

A intenção da organização era "adotar e publicar uma declaração do percurso que deve ser percorrido e dos objetivos que devem ser buscados pelo ensino médio em cada uma das seguintes disciplinas (e em outras que sejam desejáveis), e um plano de exame adequado como teste de admissão à faculdade: Botânica, Química, Inglês, Francês, Alemão, Grego, História, Latim, Matemática, Física, Zoologia". De acordo com o plano de organização do conselho, a taxa do exame era de US$ 5, cerca de US$ 155 em 2020.